# Prima Divisione Liguria 1950-1951
La Prima Divisione fu il massimo campionato regionale di calcio disputato in Liguria nella stagione 1950-1951.

## Girone A

### Squadre Partecipanti
| Club                   | Città (provincia)          | Stagione precedente |
| ---------------------- | -------------------------- | ------------------- |
| A.V.I.S. Valleggia     | Valleggia di Quiliano (SV) |                     |
| U.S. Cairese           | Cairo Montenotte (SV)      |                     |
| U.S. Cengio            | Cengio (SV)                |                     |
| U.S. Dianese           | Diano Marina (IM)          |                     |
| A.S. Finalese          | Finale Ligure (SV)         |                     |
| U.S. Gagliardi Loanesi | Loano (SV)                 |                     |
| A.C. Monteponi         | Vado Ligure (SV)           |                     |
| Pol. Quiliano          | Quiliano (SV)              |                     |
| F.B.C. Speranza        | Savona                     |                     |
| U.S. Stella Rossa      | Savona                     |                     |
| A.C. Valle Bordighera  | Bordighera (IM)            |                     |
| U.S. Ventimigliese     | Ventimiglia (IM)           |                     |

### Classifica finale
|  | Pos. | Squadra            | Pt | G  | V  | N | P | GF | GS | DR  |
|  | ---- | ------------------ | -- | -- | -- | - | - | -- | -- | --- |
|  | 1.   | Valle Bordighera   | 35 | 22 |    |   |   |    |    |     |
|  | 2.   | Finalese           | 33 | 22 | 13 | 7 | 2 | 55 | 20 | +35 |
|  | 3.   | Cairese            | 28 | 22 |    |   |   |    |    |     |
|  | 4.   | Dianese            | 25 | 22 |    |   |   |    |    |     |
|  | 4.   | Gagliardi Loanesi  | 25 | 22 |    |   |   |    |    |     |
|  | 4.   | Stella Rossa       | 25 | 22 |    |   |   |    |    |     |
|  | 7.   | Monteponi          | 24 | 22 |    |   |   |    |    |     |
|  | 8.   | Ventimigliese      | 22 | 22 |    |   |   |    |    |     |
|  | 9.   | Speranza           | 16 | 22 |    |   |   |    |    |     |
|  | 10.  | Quiliano           | 11 | 22 |    |   |   |    |    |     |
|  | 11.  | A.V.I.S. Valleggia | 9  | 22 |    |   |   |    |    |     |
|  | 12.  | Cengio             | 7  | 22 |    |   |   |    |    |     |

Legenda:
      Promosso in Promozione 1951-1952.
Regolamento:
Due punti a vittoria, uno a pareggio, zero a sconfitta.
Pari merito in caso di pari punti.
Note:
4 punti di eventuali penalizzazioni non segnalati.

## Girone B
( Suddivise in 2 gruppi: girone B1 e girone B2)

### Squadre partecipanti girone B1
| Club                | Città (provincia) | Stagione precedente |
| ------------------- | ----------------- | ------------------- |
| U.S. Acqui          | Acqui Terme (AL)  |                     |
| U.S. Bacigalupo     | Genova            |                     |
| A.S. Campese        | Campo Ligure (GE) |                     |
| U.S. Cartusia       | Ge-Rivarolo       |                     |
| Di Stefano Calcio   | Genova            |                     |
| U.S. Edera Prà      | Ge-Prà            |                     |
| Foce Mutua Sportiva | Ge-Foce           |                     |
| U.S. Quarto         | Ge-Quarto         |                     |
| U.S. Sant'Agostino  | Genova            |                     |
| U.I.T.E. Sez.Calcio | Genova            |                     |
| S.S. Vigili Urbani  | Genova            |                     |

### Classifica finale
|  | Pos. | Squadra | Pt | G  | V | N | P | GF | GS | DR |
|  | ---- | ------- | -- | -- | - | - | - | -- | -- | -- |
|  | 1.   | Acqui   | ?? | 20 |   |   |   |    |    |    |
|  | 2.   | ???     | ?? | 20 |   |   |   |    |    |    |
|  | 3.   | ???     | ?? | 20 |   |   |   |    |    |    |
|  | 4.   | ???     | ?? | 20 |   |   |   |    |    |    |
|  | 5.   | ???     | ?? | 20 |   |   |   |    |    |    |
|  | 6.   | ???     | ?? | 20 |   |   |   |    |    |    |
|  | 7.   | ???     | ?? | 20 |   |   |   |    |    |    |
|  | 8.   | ???     | ?? | 20 |   |   |   |    |    |    |
|  | 9.   | ???     | ?? | 20 |   |   |   |    |    |    |
|  | 10.  | ???     | ?? | 20 |   |   |   |    |    |    |
|  | 11.  | ???     | ?? | 20 |   |   |   |    |    |    |

Legenda:
      Ammesso alle finali.
Regolamento:
Due punti a vittoria, uno a pareggio, zero a sconfitta.
Pari merito in caso di pari punti.

### Squadre partecipanti girone B2
| Club                 | Città (provincia)       | Stagione precedente |
| -------------------- | ----------------------- | ------------------- |
| U.S. Calciatori Prè  | Ge-Prè                  |                     |
| F.B.C. Grifone       | Genova                  |                     |
| G.S. Liberi Sestresi | Ge-Sestri Ponente       |                     |
| S.C. Molassana       | Ge-Molassana            |                     |
| Bar Nino             | Ge-Sestri Ponente       |                     |
| A.C. Nuova Gloria    | Ge-Foce                 |                     |
| U.S. Ovadese         | Ovada (AL)              |                     |
| S.C. Pegli           | Ge-Pegli                |                     |
| San Nicola           | ?                       |                     |
| U.S. Serravallese    | Serravalle Scrivia (AL) |                     |
| U.S. Staglieno       | Genova                  |                     |

### Classifica finale
|  | Pos. | Squadra  | Pt | G  | V | N | P | GF | GS | DR |
|  | ---- | -------- | -- | -- | - | - | - | -- | -- | -- |
|  | 1.   | Bar Nino | ?? | 20 |   |   |   |    |    |    |
|  | 2.   | ???      | ?? | 20 |   |   |   |    |    |    |
|  | 3.   | Ovadese  | ?? | 20 |   |   |   |    |    |    |
|  | 4.   | ???      | ?? | 20 |   |   |   |    |    |    |
|  | 5.   | ???      | ?? | 20 |   |   |   |    |    |    |
|  | 6.   | ???      | ?? | 20 |   |   |   |    |    |    |
|  | 7.   | ???      | ?? | 20 |   |   |   |    |    |    |
|  | 8.   | ???      | ?? | 20 |   |   |   |    |    |    |
|  | 9.   | ???      | ?? | 20 |   |   |   |    |    |    |
|  | 10.  | ???      | ?? | 20 |   |   |   |    |    |    |
|  | 11.  | ???      | ?? | 20 |   |   |   |    |    |    |

Legenda:
      Ammesso alle finali.
Regolamento:
Due punti a vittoria, uno a pareggio, zero a sconfitta.
Pari merito in caso di pari punti.

### Spareggio qualificazione
|          | Risultato |          | Luogo e data                   |
| -------- | --------- | -------- | ------------------------------ |
| Acqui    | 1-0       | Bar Nino | Acqui Terme, 13 maggio 1951    |
| Bar Nino | 1-4       | Acqui    | Sestri Ponente, 20 maggio 1951 |
|          |           |          |                                |

- L'Acqui è ammesso alle finali per il titolo e promosso in Promozione 1951-1952.

## Girone C

### Squadre partecipanti
| Club                 | Città (provincia)            | Stagione precedente |
| -------------------- | ---------------------------- | ------------------- |
| A.M. Gas Genova      | Genova                       |                     |
| S.C. Aurora          | Riva Trigoso (GE)            |                     |
| U.S. Canaletto 1924  | La Spezia                    |                     |
| G.S. Carpanesi Boys  | La Spezia                    |                     |
| S.G. Levanto         | Levanto (SP)                 |                     |
| S.C. Ligorna         | Genova                       |                     |
| Pol. Migliarinese    | La Spezia-Migliarina         |                     |
| Pegazzano F.B.C.     | La Spezia-Pegazzano          |                     |
| Pol. Pro Recco       | Recco (GE)                   |                     |
| A.C. Sammargheritese | Santa Margherita Ligure (GE) |                     |
| U.S. Santerenzina    | San Terenzo di Lerici (SP)   |                     |
| U.S. Sarzanese 1906  | Sarzana (SP)                 |                     |

### Classifica finale
|  | Pos. | Squadra        | Pt | G  | V | N | P | GF | GS | DR |
|  | ---- | -------------- | -- | -- | - | - | - | -- | -- | -- |
|  | 1.   | Pro Recco      | ?? | 22 |   |   |   |    |    |    |
|  | 2.   | ???            | ?? | 22 |   |   |   |    |    |    |
|  | 3.   | ???            | ?? | 22 |   |   |   |    |    |    |
|  | 4.   | Sarzanese 1906 | ?? | 22 |   |   |   |    |    |    |
|  | 5.   | ???            | ?? | 22 |   |   |   |    |    |    |
|  | 6.   | ???            | ?? | 22 |   |   |   |    |    |    |
|  | 7.   | ???            | ?? | 22 |   |   |   |    |    |    |
|  | 8.   | ???            | ?? | 22 |   |   |   |    |    |    |
|  | 9.   | ???            | ?? | 22 |   |   |   |    |    |    |
|  | 10.  | ???            | ?? | 22 |   |   |   |    |    |    |
|  | 11.  | ???            | ?? | 22 |   |   |   |    |    |    |
|  | 12.  | ???            | ?? | 22 |   |   |   |    |    |    |

Legenda:
      Promosso in Promozione 1951-1952.
Regolamento:
Due punti a vittoria, uno a pareggio, zero a sconfitta.
Pari merito in caso di pari punti.

## Finali per il titolo

### Classifica finale
|  | Pos. | Squadra          | Pt | G | V | N | P | GF | GS | DR |
|  | ---- | ---------------- | -- | - | - | - | - | -- | -- | -- |
|  | 1.   | Acqui            | 6  | 3 | 3 | 0 | 0 | 10 | 1  | +9 |
|  | 2.   | Valle Bordighera | 3  | 4 | 1 | 1 | 2 | 9  | 9  | 0  |
|  | 3.   | Pro Recco        | 1  | 3 | 0 | 1 | 2 | 2  | 11 | -9 |

Legenda:
      Campione ligure di Prima Divisione.
Regolamento:
Due punti a vittoria, uno a pareggio, zero a sconfitta.
Note:
Manca il risultato dell'incontro tra Pro Recco-Acqui.

### Risultati

#### Calendario
| Andata (1ª) | Andata (1ª) | 1ª giornata          | Ritorno (4ª) | Ritorno (4ª) |
|             |             |                      |              |              |
| 20 mag.     | 1-1         | Pro Recco-Bordighera | 1-7          | 10 giu.      |

| Andata (2ª) | Andata (2ª) | 2ª giornata      | Ritorno (5ª) | Ritorno (5ª) |
|             |             |                  |              |              |
| 27 ma.      | 1-2         | Bordighera-Acqui | 0-5          | 17 giu.      |

| \| Andata (3ª) \| Andata (3ª) \| 3ª giornata \| Ritorno (6ª) \| Ritorno (6ª) \| \| \| \| \| \| \| \| 3 giu. \| 3-0 \| Acqui-Pro Recco \| ?-? \| 24 giu. \| |             |                 |              |              |
| Andata (3ª) | Andata (3ª) | 3ª giornata     | Ritorno (6ª) | Ritorno (6ª) |
| |             |                 |              |              |
| 3 giu. | 3-0         | Acqui-Pro Recco | ?-?          | 24 giu.      |

### Giornali
- Archivio della Gazzetta dello Sport, stagione 1950-51, consultabile presso le Biblioteche:
  - Biblioteca Nazionale Braidense di Milano,
  - Biblioteca Nazionale Centrale di Firenze,
  - Biblioteca Nazionale Centrale di Roma,
  - Biblioteca Civica Berio di Genova,
  - e presso Emeroteca del C.O.N.I. di Roma (non è online ma è da consultare in sede).
- L'Ancora, di Acqui Terme, stagione 1950-1951, consultabile online.

### Libri
- Almanacco illustrato del Calcio 1951, Milano-Roma, Rizzoli, 1950.
- Emanuela Miniati Pallone e Campanile - la Storia del calcio finalese dalle origini al Finale Football Club, Inpress Stampa, 2008.